# Express Samina (schip, 1966)

Ramkoers van de Express Samina

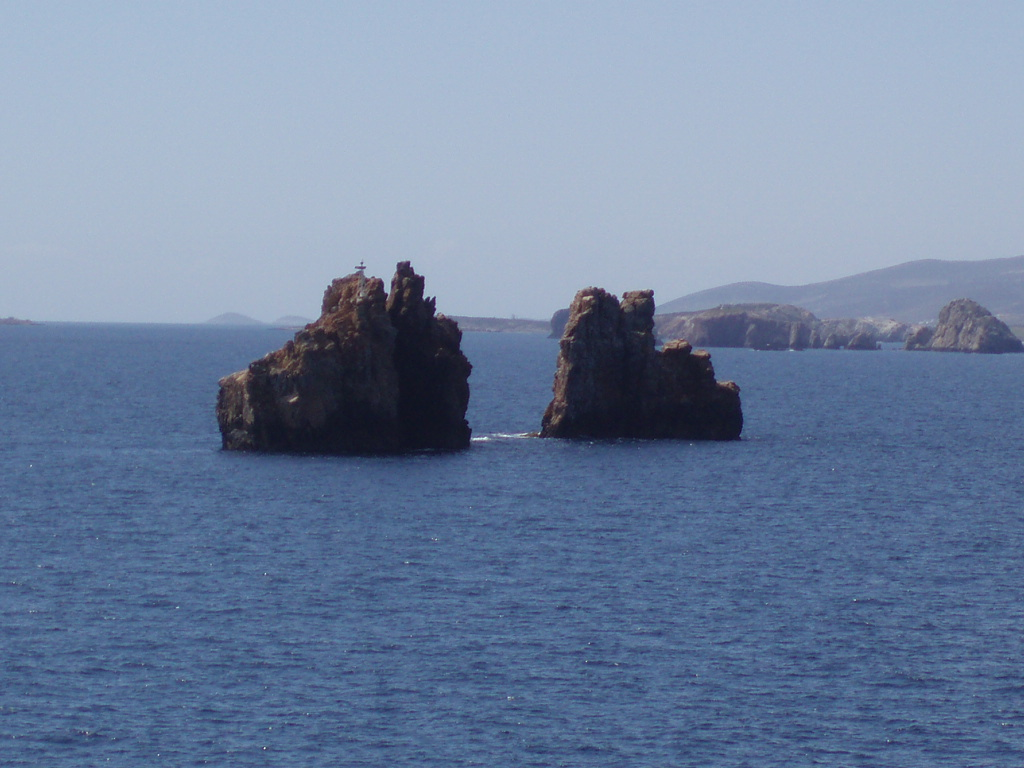
De Portes-rotsen waar het schip tegenaan botste

De Express Samina (Grieks: Εξπρές Σαμίνα) was een roll-on-roll-off-veerboot van Minoan Flying Dolphins die op 26 september 2000 zonk bij het Griekse eiland Paros. Het schip was in 1966 in de vaart genomen als Corse en voer de veerdiensten uit voor Compagnie Generale Transatlantique. In 1982 werd het schip verkocht aan het Griekse bedrijf Stability Maritime en werd onder de naam Golden Vergina gebruikt voor veerdiensten tussen het Griekse vasteland en de Griekse eilanden. In 1988 werd het schip in dienst genomen door de Agapitos Lines onder dezelfde naam en kwam het schip in dienst bij Minoan Flying Dolphins als Express Samina.

## Scheepsramp
Op 26 september 2000 botste het schip op de Portes-rotsen voor de kust van het eiland Paros. Bij deze ramp kwamen 81 mensen om het leven.
De oorzaak van de ramp was dat de bemanning het schip op de automatische piloot had gezet en daarbij de Portes-rotsen als bestemmingspunt hadden ingesteld (aangezien de haven van Parikia, de grootste plaats op Paros, vanaf zee niet zichtbaar is). Men had te laat de handmatige besturing weer overgenomen omdat men werd afgeleid door een voetbalwedstrijd op tv. Ook had men negen van de elf waterdichte deuren niet gesloten, wat door experts wordt gezien als de belangrijkste oorzaak van het zinken van het schip.
Na afloop van de ramp pleegde de directeur van Minoan Flying Dolphins zelfmoord door uit het raam van zijn kantoor te springen.
Eerste stuurman Tassos Psychoyios werd veroordeeld tot 19 jaar gevangenisstraf.
Kapitein Vassilis Giannakis kreeg 16 jaar.
Diverse getuigen verklaarden dat Psychoyios een voetbalwedstrijd aan het kijken was toen het schip met de rotsen in aanraking kwam.
Drie bemanningsleden kregen straffen tussen de 15 maanden en 8 jaar en 9 maanden voor een aantal aanklachten waaronder het schip verlaten zonder toestemming van de kapitein.